# Norris City
Norris City és una població dels Estats Units a l'estat d'Illinois. Segons el cens del 2000 tenia 1.057 habitants.

## Demografia
Segons el cens del 2000, Norris City tenia 1.057 habitants, 492 habitatges, i 296 famílies. La densitat de població era de 351,8 habitants/km².
Dels 492 habitatges en un 23,6% hi vivien nens de menys de 18 anys, en un 49,8% hi vivien parelles casades, en un 6,9% dones solteres, i en un 39,8% no eren unitats familiars. En el 37% dels habitatges hi vivien persones soles el 22,2% de les quals corresponia a persones de 65 anys o més que vivien soles. El nombre mitjà de persones vivint en cada habitatge era de 2,15 i el nombre mitjà de persones que vivien en cada família era de 2,81.
Per edats la població es repartia de la següent manera: un 20,4% tenia menys de 18 anys, un 8,2% entre 18 i 24, un 26,1% entre 25 i 44, un 21,9% de 45 a 60 i un 23,4% 65 anys o més.
L'edat mediana era de 41 anys. Per cada 100 dones de 18 o més anys hi havia 80,9 homes.
La renda mediana per habitatge era de 22.121 $ i la renda mediana per família de 29.412 $. Els homes tenien una renda mediana de 25.972 $ mentre que les dones 14.868 $. La renda per capita de la població era de 13.671 $. Aproximadament el 9,4% de les famílies i el 14,4% de la població estaven per davall del llindar de pobresa.

## Poblacions més properes
El següent diagrama mostra les poblacions més properes.